# Гзінка
Гзінка (пол. Gzinka) — село в Польщі, у гміні Лишковиці Ловицького повіту Лодзинського воєводства.
Населення — 175 осіб (2011).
У 1975-1998 роках село належало до Скерневицького воєводства.

## Демографія
Демографічна структура станом на 31 березня 2011 року:
|          | Загалом | Допрацездатний вік | Працездатний вік | Постпрацездатний вік |
| -------- | ------- | ------------------ | ---------------- | -------------------- |
| Чоловіки | 89      | 25                 | 55               | 9                    |
| Жінки    | 86      | 17                 | 50               | 19                   |
| Разом    | 175     | 42                 | 105              | 28                   |